# Guaymas
Guaymas er en havneby i den mexikanske delstat Sonora. Byen  er omtrent 117 kilometer syd for delstatens hovedstad, Hermosillo og nord for Ciudad Obregón. Guyamas er administrativt center for kommunen Heroica Guaymas de Zaragoza. Folketællinger fra 2005 viser et indbyggertal på 101.507 i byen.